# Jürgen Gießing
Jürgen Gießing (* 1967) ist ein deutscher Sport- und Erziehungswissenschaftler.
Bekanntheit erlangte er mit Büchern zum Thema Krafttraining und Muskelaufbau im Bodybuilding, vor allem mit dem von ihm weiterentwickelten Konzept des Hochintensitätstrainings (HIT). Seit 2007 lehrt und forscht Gießing als Professor für Sportwissenschaft an der Rheinland-Pfälzischen Technischen Universität Kaiserslautern-Landau (ehemals Universität Koblenz-Landau).

## Leben
Nach dem Abitur 1987 an der Edertalschule in Frankenberg und dem Wehrdienst studierte Jürgen Gießing von 1988 bis 1994 Sportwissenschaft, Anglistik und Erziehungswissenschaft an der Philipps-Universität Marburg sowie 1990/1991 auch am Ealing College der Thames Valley University. 1994 legte er das Erste Staatsexamen für das Lehramt an Gymnasien in den Fächern Sport und Englisch ab und absolvierte von 1995 bis 1997 das Referendariat für das Lehramt an Gymnasien an der Alten Landesschule Korbach, das er mit dem zweiten Staatsexamen abschloss.
Im Jahr 1997 wurde Gießing mit der Dissertation Zur Problematik des Nachhilfeunterrichts unter besonderer Berücksichtigung des Schulfachs Englisch an hessischen Gymnasien im Fach Erziehungswissenschaft an der Universität Marburg zum Dr. phil. promoviert. Im Jahr 2002 folgte seine zweite Promotion, diesmal im Fach Sportwissenschaft an der Eberhard Karls Universität Tübingen zum Dr. rer. soc. In der Dissertationsschrift Das Muskelaufbautraining beim Bodybuilding. Eine kritische Analyse aus sportwissenschaftlicher Sicht ging er zwar grundsätzlich positiv auf die Trainingsmethoden ein, kritisierte jedoch ausführlich die mannigfachen Doping-Auswüchse in dieser Sportart.
Nach einer kurzzeitigen Tätigkeit als Sporttherapeut 1997 an der Edertal-Klinik in Bad Wildungen-Reinhardshausen unterrichtete er als Studienrat für die Fächer Sport und Englisch von 1997 bis 2001 an der Paul-Julius-von-Reuter-Schule in Kassel und dann von 2001 bis 2007 am Gymnasium Philippinum Marburg. Parallel dazu nahm er von 2000 bis 2004 einen Lehrauftrag an der Universität Marburg wahr und wirkte dort von 2004 bis 2007 als Studienrat im Hochschuldienst. Außerdem war er seit 2004 Lehrbeauftragter und Habilitand an der Pädagogischen Hochschule Ludwigsburg. Dort erarbeitete er im Zuge des von Professor Dr. Harald Lange geleiteten Forschungsprojektes Ein altersgemäßes Konzept für das Krafttraining bei Kindern und Jugendlichen mit mehreren Einzelveröffentlichungen seine kumulative Habilitation zu diesem Thema. Die Forschungsarbeiten beschränkten sich dabei nicht auf die relevanten Parameter eines solchen Trainingsprogramms, sondern umfassten auch didaktische und pädagogische Inhalte zur altersgemäßen Vermittlung eines solchen Krafttrainings, namentlich für den Schulsport gedacht.
Seit 2007 hat Gießing eine W2-Professur für Sportwissenschaft am Institut für Sportwissenschaft der Universität Koblenz-Landau (Campus Landau in der Pfalz) inne, seit 2023 Rheinland-Pfälzische Technische Universität Kaiserslautern-Landau. Gießing, selbst Kraft- und Ausdauersportler, beschäftigt sich auf wissenschaftlicher Basis mit der Gesundheitsförderung durch sportliches Training und dessen sportmedizinischen Aspekten. Zu seinen Forschungsschwerpunkten gehören die Theorie und Praxis des Muskelaufbautrainings. Gießing vertritt dabei das Konzept des Hochintensitätstrainings (HIT), das er unter Berücksichtigung sportwissenschaftlicher Erkenntnisse fortentwickelt hat und auch selbst anwendet. Er hat dazu mehrere, für die sportliche Praxis gedachte Bücher veröffentlicht, darunter Hochintensitätstraining – HIT. Das optimierte System für rapiden Muskelaufbau (2006) und HIT-Fitness. Hoch-Intensitäts-Training – maximaler Muskelaufbau in kürzester Zeit (2010). Das zusammen mit Michael Fröhlich und Peter Preuß herausgebrachte zweibändige Sammelwerk Current results of strength training research (2005 und 2008) bot eine Zusammenfassung aktueller empirischer und theoretischer Forschungsergebnisse zum Krafttraining auf wissenschaftlichem Niveau.
Außerdem führte Gießing die bereits im Zuge seiner Habilitation begonnenen Forschungen zum Thema „Krafttraining bei Kindern und Jugendlichen“ weiter. So zeigte sich bei der Auswertung jüngster Studien und Forschungen im Zuge eines Projektes der Universität des Saarlandes, dass Jungen und Mädchen entgegen bisheriger Ansicht bereits vor der Pubertät von regelmäßigem Krafttraining profitieren können. Zusammen mit den Sportwissenschaftler-Kollegen Michael Fröhlich und Andreas Strack sowie weiteren Fachleuten fasste Gießing die Erkenntnisse in dem Buch Kraft und Krafttraining bei Kindern und Jugendlichen – Schwerpunkt apparatives Krafttraining. Theoretische Hintergründe, praktische Übungsauswahl, differenzierte Trainingspläne (2009) zusammen. Unter dem Titel Muskeltraining mit Kindern und Jugendlichen. Altersgerechte Übungen und Spiele für Schule und Verein (2009) legte er zusätzlich noch eine Kurzanleitung für die Praxis vor.
Zusammen mit Manuel Schohl brachte er im Jahr 2009 zudem ein Buch heraus, das der Frage nachgeht, inwieweit auch Fußballspieler vom Krafttraining profitieren können. Daneben hat er zahlreiche Aufsätze in Fachzeitschriften und Sammelbänden veröffentlicht.
Jürgen Gießing ist Mitglied der Deutschen Vereinigung für Sportwissenschaft (dvs), des Deutschen Fußball-Bundes (DFB) sowie der Deutschen Lebens-Rettungs-Gesellschaft (DLRG).

## Schriften
- Zur Problematik des Nachhilfeunterrichts unter besonderer Berücksichtigung des Schulfachs Englisch an hessischen Gymnasien, zugleich Dissertationsschrift, Marburg 1997 (ISBN 3-89608-766-5)
- Das Muskelaufbautraining beim Bodybuilding. Eine kritische Analyse aus sportwissenschaftlicher Sicht, zugleich Dissertationsschrift, Marburg 2002 (2. Auflage Marburg 2007, ISBN 978-3-8288-9388-7)
- 1-Satz-Training. Ein wissenschaftlich fundiertes Konzept für schnellstmöglichen Muskelaufbau im Bodybuilding, Arnsberg 2003 (ISBN 3-929002-36-1)
- Leistungsverbesserungen durch Nachhilfeunterricht im Fach Englisch. Qualitative und quantitative Aspekte einer Auswertung von 39 Fallstudien, Berlin 2005 (ISBN 3-937231-70-6)
- als Mitverfasser und Herausgeber zusammen mit Michael Fröhlich und Peter Preuß: Current results of strength training research
  - Volume 1: An empirical and theoretical approach, Göttingen 2005 (ISBN 3-86537-568-5)
  - Volume 2: A multi-perspective approach, Göttingen 2008 (ISBN 978-3-86727-486-9)
- Hochintensitätstraining – HIT. Das optimierte System für rapiden Muskelaufbau, Arnsberg 2006 (ISBN 3-929002-41-8)
- Muskeltraining mit Kindern und Jugendlichen. Altersgerechte Übungen und Spiele für Schule und Verein, Wiebelsheim 2009 (ISBN 978-3-7853-1782-2)
- Legendäre Trainingsprogramme. Muskelaufbau vom klassischen Bodybuilding bis zum HIT, Arnsberg 2009 (ISBN 978-3-929002-44-7)
- zusammen mit Michael Fröhlich und Andreas Strack: Kraft und Krafttraining bei Kindern und Jugendlichen – Schwerpunkt apparatives Krafttraining. Theoretische Hintergründe, praktische Übungsauswahl, differenzierte Trainingspläne, Marburg 2009 (ISBN 978-3-8288-9900-1)
- zusammen mit Manuel Schohl: Krafttraining für Fußballer? Aktuelle Untersuchungsergebnisse und Trainingspläne für die Praxis, Marburg 2009 (ISBN 978-3-8288-2159-0)
- HIT-Fitness. Hoch-Intensitäts-Training – maximaler Muskelaufbau in kürzester Zeit. Nur 2x pro Woche 45 Minuten trainieren, München 2010 (ISBN 978-3-86883-022-4)

Daneben zahlreiche Veröffentlichungen in Fachzeitschriften und Sammelbänden, darunter etwa im Handbuch Sportdidaktik (2. Auflage, Balingen 2009, ISBN 978-3-938509-83-8).